# Nicolás de Garnica
Nicolás de Garnica (1529 - ?) fue un contador de origen español, partícipe de la conquista Chile y del Tucumán a mediados del siglo XVI. Ocupó los cargos de contador, tesorero, factor, veedor de la Real Hacienda, regidor y escribano público. En 1578, también fue alférez real en Santiago de Chile y luego oficial real en Potosí en 1579.

## Biografía
Nacido en 1529, fue contador del rey y participó activamente de la Conquista de Chile, donde ocupó las funciones de contador, tesorero, veedor de la Real Hacienda, regidor, escribano y alférez del Cabildo de Santiago de Chile. 
En 1553, fue uno de los primeros soldados de Francisco de Aguirre, con quien cruzó los Andes y entró en el Barco III. Lo acompañó en todos sus descubrimientos y en mérito a ello, el conquistador le otorgó el repartimiento de Guacaragasta. Pedro de Valdivia le otorgó dos encomiendas en Chile.
Con su mujer, Doña Mariana de Velasco de la Piedra, tuvo tres hijos: Martín López de Garnica, Juan de Garnica y María de Garnica, esposa de García de Medina (hijo de Gaspar de Medina).
En 1579 lo designaron oficial real en Potosí.